# Парк Баново брдо
Парк Баново брдо је један од београдских паркова, а налази се у општини Чукарица.

## Локација и карактеристике парка
Парк се налази у општини Чукарица, насељу Баново брдо, по којем је и добио име. Оивичен је Пожешком, улицом Жарка Вуковића Пуцаре, Пере Тодоровића и улицом Стеве Тодоровића, у непосредној близини ОШ „Јосиф Панчић”. У оквиру парка налазе се справе за вежбање, кафић, игралиште за децу, а током летњих месеци забавни парк, сличан оном на Ташмајданском парку. У парку се налази велики број стабала и клупа, као и Споменик палим борцима Чукарице.
У заједничкој акцији ЈКП “Зеленило Београд“ и чланова Удружења омладинских радних акција Чукарице, у априлу 2011. године саниране су клупе парка, а исте године у септембру у оквиру парка отворен је фитнес парк у којем се налази десет справа за вежбање.
Парк је често место одржавања културних и музичких манифестација, а од 2014. године у њему се одржава Чука микс фестивал.

## Слике Парка
- Парк зими.
- Млеч у Парку (у позадини солитери у улици Пере Тодоровића).
- Црни орах у Парку.
- Кинески чајни јавор у Парку (у позадини дечији забавни парк).